# Palau de Mežotne
El Palau de Mežotne (en letó: Mežotnes pils; en alemany: Mesothen i en rus: Мезотен) és un palau a la històrica regió de Zemgale, a Letònia, al municipi de Bauska, al costat del riu Lielupe. El palau va patir molts desperfectes a la primera i més tard també a la Segona Guerra Mundial.

## Història
Va ser construït en estil neoclàssic durant 1798-1802 per una professora i institutriu dels nets de l'emperadriu Caterina II de Rússia, Charlotte von Lieven (1742-1828), que es troba enterrada al mateix palau. L'arquitecte de l'edifici i les seves renovacions fou Johann Georg Adam Berlitz. La família Lieven va perdre les seves pertinences durant la reforma agrària de 1920 i va passar a propietat de l'estat el 1927.